# Eleição municipal de Barueri em 2008
A eleição municipal da cidade brasileira de Barueri em 2008 aconteceu no dia 5 de outubro de 2008, para eleger um prefeito, um vice-prefeito e 14 vereadores no município de Barueri, no Estado de São Paulo, Brasil. O prefeito eleito foi Rubens Furlan, do PMDB, com 68,69% dos votos válidos, logo no primeiro turno (haja vista que na cidade, não a, segundo turno). Houve outros três candidatos: Dr.Jaques, do PDT; Dr.Frederico Cavalheira, do PSDB e Gil do PMN. O vice-prefeito eleito na chapa de Rubens Furlan foi Carlos Zicardi, do PMDB. Para as 14 vagas na Câmara Municipal de Barueri, 124 candidatos concorreram. O mais votados foram: Janio, do PMDB com 8.491 votos; Doutor Antonio, do PDT com 5.760 votos; Toninho Furlan, do PMDB com 5.339 votos; Carlinhos Açougue, do DEM com 4.971 votos e Jô, do PTB com 4.523 votos.

## Antecedentes
Na eleição municipal de 2004, Rubens Furlan, então no PPS, foi eleito com 107.887 votos válidos, equivalente a 78,67% dos votos. Ele venceu Nilton Melão, então no PV, Baltasar Rosa, do PT e Ivone Simões, do PSDC. Furlan já tinha sido eleito prefeito de Barueri em 1982 e em 1992.

## Candidatos
|  | Nº | Candidato(a) a prefeito | Candidato(a) a prefeito                                                    | Candidato(a) a vice-prefeito | Candidato(a) a vice-prefeito                  | Coligação |
|  | -- | ----------------------- | -------------------------------------------------------------------------- | ---------------------------- | --------------------------------------------- | --- |
|  | 12 |                         | Dr. Jaques (PDT) Jaques Artur Munhoz                                       |                              | Gilberto (PT) Gilberto Rosa da Silva          | Barueri de Cara Nova, A Mudança é Você Quem Faz - Partido Democrático Trabalhista (PDT) - Partido dos Trabalhadores (PT) |
|  | 15 |                         | Rubens Furlan (PMDB) Rubens Furlan                                         |                              | Carlos Zicardi (PMDB) Carlos Zicardi          | PMDB-PRB-PP-PTB-PSC-PR-PPS-DEM-PSB-PV-PRP-PCdoB - Partido do Movimento Democrático Brasileiro (PMDB) - Partido Republicano Brasileiro (PRB) - Partido Progressista (PP) - Partido Trabalhista Brasileiro (PTB) - Partido Social Cristão (PSC) - Partido da República (PR) - Partido Popular Socialista (PPS) - Democratas (DEM) - Partido Socialista Brasileiro (PSB) - Partido Verde (PV) - Partido Republicano Progressista (PRP) - Partido Comunista do Brasil (PCdoB) |
|  | 33 |                         | Gil (PMN) Gildásio Santana Bispo                                           |                              | Tom (PMN) Wellington Pereira dos Santos       | Sem coligação - Partido da Mobilização Nacional (PMN) |
|  | 45 |                         | Dr. Frederico Carvalheira (PSDB) Antonio Frederico Carvalheira de Mendonça |                              | Vivian Vintorin (PSDB) Vivian Vintorin Soares | Quebra Panela - Partido da Social Democracia Brasileira (PSDB) - Partido Trabalhista Nacional (PTN) |

## Resultados

### Prefeito
| Rubens Furlan (PMDB)             | Carlos Zicardi (PMDB)   | 97.223  | 68,69%  |
| Dr. Jaques (PDT)                 | Gilberto (PT)           | 41.525  | 29,13%  |
| Dr. Frederico Carvalheira (PSDB) | Vivian Vitorin (PSDB)   | 2.881   | 2,02%   |
| Gil (PMN)                        | Tom (PMN)               | 223     | 0,16%   |
| Total de votos válidos           | Total de votos válidos  | 142.552 | 100,00% |
| Votos apurados                   |                         |         |         |
| Votos válidos                    | Votos válidos           | 142.552 | 89,03%  |
| Votos em branco                  | Votos em branco         | 7.511   | 4,69%   |
| Votos nulos                      | Votos nulos             | 10.058  | 6,28%   |
| Total de votos apurados          | Total de votos apurados | 160.121 | 100,00% |
| Eleitores                        |                         |         |         |
| Comparecimento                   | Comparecimento          | 160.121 | 85,40%  |
| Abstenções                       | Abstenções              | 27.371  | 14,60%  |
| Total de eleitores               | Total de eleitores      | 187.492 | 100,00% |
| Total de seções: 448             |                         |         |         |

### Vereador:
| Resultado da eleição para a Câmara Municipal de Barueri em 2008 por candidato |        |         |       |             |
| Candidato                                                                     | Número | Partido | Votos | Porcentagem |
|                                                                               |        |         |       |             |
| Janio                                                                         | 15.633 | PMDB    | 8.491 | 5,76%       |
| Dr. Antonio                                                                   | 12.222 | PDT     | 5.760 | 3,91%       |
| Toninho Furlan                                                                | 15.000 | PMDB    | 5.339 | 3,62%       |
| Carlinhos do Açougue                                                          | 25.655 | DEM     | 4.971 | 3,37%       |
| Jô                                                                            | 14.699 | PTB     | 4.523 | 3.07%       |
| Chico Vilela                                                                  | 14.140 | PTB     | 3.972 | 2,70%       |
| Zé Baiano                                                                     | 15.555 | PMDB    | 3.851 | 2,61%       |
| Jose de Melo                                                                  | 25.689 | DEM     | 3.719 | 2,52%       |
| Miguel de Lima                                                                | 12.900 | PDT     | 3.569 | 2,42%       |
| Sergio Baganha                                                                | 25.620 | DEM     | 3.513 | 2,38%       |
| Professor Agnério                                                             | 13.601 | PT      | 3.253 | 2.21%       |
| Zetti Bombeirinho                                                             | 40.123 | PSB     | 3.061 | 2,08%       |
| Luzinho                                                                       | 40.001 | PSB     | 2.818 | 1,91%       |
| Gatti                                                                         | 40.670 | PSB     | 2.604 | 1,77%       |

| Votos válidos      | Votos válidos      | 147.347 | 92,02% |
| Votos nulos        | Votos nulos        | 4.792   | 2,99%  |
| Votos em branco    | Votos em branco    | 7.982   | 4,98%  |
| Total              | Total              | 160.121 | 85,40% |
| Abstenções         | Abstenções         | 27.371  | 14,60% |
| Votos Apurados     | Votos Apurados     | 160.121 | 100%   |
| Total de eleitores | Total de eleitores | 187.492 | 100%   |
| ------------------ | ------------------ | ------- | ------ |

## Representação numérica das coligações na Câmara dos Vereadores
| Coligação          | Votos | Votos válidos(%) | Número de Vereadores |
| PMDB / PTB / PP    | 49196 | 33,39            | 5                    |
| DEM / PRP / PRB    | 32746 | 22,22            | 3                    |
| PDT / PT           | 29955 | 20,33            | 3                    |
| PSB / PR / PSC     | 26672 | 18,10            | 3                    |
| PV / PPS / PC do B | 4826  | 03,28            | 0                    |
| PTN / PSDB         | 3376  | 02,29            | 0                    |
| PSOL               | 473   | 00,32            | 0                    |
| PMN                | 97    | 00,07            | 0                    |